# بولت کلاب
گروه بولت کلاب (به انگلیسی: Bullet Club)، یک گروه کشتی حرفه‌ای در کمپانی رینگ اف هونور و نیو ژاپن بود که توسط پرینس دوایت یا همان فین بلرستاره بی چون چرای آن زمان njpw تشکیل اعضای خود را شروع کرد و رهبری این گروه را به عهده گرفت در حال حاضر نیز رهبری این گروه به دست کنی اومگا می‌باشد